# Sphingius hainan
Espèce
Sphingius hainan est une espèce d'araignées aranéomorphes de la famille des Liocranidae.

## Distribution
Cette espèce est endémique de Hainan en Chine,. Elle se rencontre sur le mont Bawangling et le mont Jianfengling.

## Description
Le mâle holotype mesure 5,62 mm.
La femelle décrite par Zhang et Fu en 2010 mesure 5,53 mm.

## Étymologie
Son nom d'espèce lui a été donné en référence au lieu de sa découverte, Hainan.

## Publication originale
- Zhang, Fu & Zhu, 2009 : Spiders of the genus Sphingius (Araneae: Liocranidae) from China, with descriptions of two new species. Zootaxa, no 2298, p. 31-44.